# Зося Синицька
Зося Вікторівна Синицька — другорядний персонаж роману Ільфа та Петрова Золоте теля та «однойменного фільму».
Ця молода особа стала «об'єктом любовних зазіхань» основних героїв роману. Вона по черзі була «нареченою» спершу Корейка, а потім Бендера. Вона з'являється на вузлових моментах сюжету, коли вирішується питання наявності грошей в «підпільного мільйонера», потім — нове місцерозташування Корейко а також визначає «долю» отриманого Бендером мільйона (фінальна частина роману/фільму).
Вперше сім'я Синицьких з'являється в дев'ятій главі роману. Її дід, підробляє в газетах шляхом створювання ребусів, шарад та кросвордів. У Зосі нічого не вийшло ні з Корейком, ні з Бендером і вона знаходить собі рівну за статусом пару — «молодого художника-оформлювача» Перикла Феміді.

## Актори виконавці
| Виконавці ролі     | Режисер         | Дата виходу на екран |
| ------------------ | --------------- | -------------------- |
| Світлана Старикова | Михайло Швейцер | 1968                 |
| Аліка Смєхова      | Василь Пічул    | 1993                 |